# ウィリアム・ウォレス (哲学)
ウィリアム・ウォレス（William Wallace, 1843年5月11日 - 1897年2月18日）は、イギリス・スコットランドの哲学者。イギリスにおけるヘーゲル主義者（観念論）として知られ、イギリス哲学の伝統といえる経験論に対向していった。
ウォレスはスコットランドのファイフシャーで、大工の長男として生まれた。16歳から22歳までセント・アンドルーズ大学で学び、その後オックスフォード大学ベリオールカレッジにで、MAを取得。マートンカレッジの大学講師と司書になる。トーマス・ヒル・グリーンの後を受けて、道徳哲学教授となった。講義熱心で知られ、学生からも尊敬されていた。1898年に、不注意から自転車事故で死去。
哲学としては、当時興隆していた新ヘーゲル主義の流れを受けて、ヘーゲルの哲学解釈で知られ、平明でいてなおかつ文学的な翻訳は、現在においても評価は高い。ヘーゲルのエンチクロペディーの概要も併せられている『論理学』の翻訳（1873年）が主著として知られているほか、『カント』（1880年）、『アルトゥール・ショーペンハウアーの生涯』（1892年）などがある。